# Mons Usov
Mons Usow – niewielka góra w północno-wschodniej części widocznej strony Księżyca. Jej nazwa, nadana w 1979 roku, upamiętnia radzieckiego geologa Michaiła Antonowicza Usowa.
Średnica Mons Usov wynosi 15 km. Góra leży w południowo-zachodniej części Mare Crisium. Na północny zachód od niej znajduje się miejsce lądowania Łuny 24, a jeszcze dalej Łuny 15. Na południe-południowy wschód od góry leży krater Auzot, a na wschód większy Condorcet.